# Anerincleistus pauciflorus
Anerincleistus pauciflorus är en tvåhjärtbladig växtart som beskrevs av Henry Nicholas Ridley. Anerincleistus pauciflorus ingår i släktet Anerincleistus och familjen Melastomataceae. Utöver nominatformen finns också underarten A. p. brevipedunculus.